# Souleymane Doumbia
Ne doit pas être confondu avec Souleyman Doumbia.
Pour les articles homonymes, voir Doumbia.
Souleymane Doumbia est un athlète sénégalais.

## Palmarès
| Date | Compétition                       | Lieu   | Résultat | Épreuve   | Performance   |
| ---- | --------------------------------- | ------ | -------- | --------- | ------------- |
| 1993 | Championnats d'Afrique            | Durban | 3e       | 4 x 400 m | 3 min 6 s 38  |
| 1999 | Championnats d'Afrique de l'Ouest | Bamako | 1er      | 400 m     | 47 s 33       |
| 1999 | Championnats d'Afrique de l'Ouest | Bamako | 1er      | 4 x 400 m | 3 min 14 s 97 |